# Wild Cat
Wild Cat es el disco de debut de la banda británica de la NWOBHM, Tygers of Pan Tang. Fue lanzado en 1980 por MCA Records. El álbum volvió a lanzarse en 1989 en un doble LP. Es el único álbum de la banda con el cantante Jess Cox. Es uno disco pionero en el movimiento de la NWOBHM a pesar de la producción pobre. 

## Lista de canciones
1. "Euthanasia" - 3.44
2. "Slave to Freedom" - 5.55
3. "Don't Touch Me There" - 2.58
4. "Money" - 3.18
5. "Killers" - 6.36
6. "Fireclown" - 3.15
7. "Wild Catz" - 3.06
8. "Suzie Smiled" - 5.12
9. "Badger Badger" - 4.10
10. "Insanity" - 6.26

1997 CD re-issue bonus tracks
1. "Rock 'N' Roll Man"
2. "Alright on the Night"
3. "Tush" (ZZ Top cover)
4. "Straight as a Die"
5. "Don't Take Nothing"
6. "Bad Times"
7. "Burning Up"
8. "Don't Touch Me There" (original version)

## Personal
Tygers of Pan Tang
- Jess Cox - Voz
- Robb Weir - guitarra
- Richard "Rocky" Laws - bajo
- Brian Dick - batería

Productores
- Chris Tsangarides - Productor
- Andrew Warwick - Ingeniero de sonido
- Cream - Diseño
- Pete Vernon - Fotografía

- Datos: Q3568111